# 萨拉·孔蒂
萨拉·孔蒂（義大利語：Sara Conti，2000年8月2日—），意大利花样滑冰运动员，主攻双人滑项目，2019年开始与尼科洛·马奇搭档，曾获2023年欧洲锦标赛金牌、2023年世界锦标赛铜牌。